# لیگ برتر هندبال زنان ایران ۱۳۹۶
لیگ برتر هندبال زنان ایران ۱۳۹۶ ۱۳مین دوره لیگ برتر هندبال زنان ایران است.
در این دوره از بازی‌ها ۷ تیم شرکت داشتند.
در این مسابقات هفت تیم هیئت هندبال شاهین شهر، هیئت هندبال کردستان، تأسیسات دریایی، هیئت هندبال اصفهان، لارستان، بهمن بهبهان، نفت و گاز گچساران حضور داشتند. مسابقات از ۵ آبان ماه ۱۳۹۶ آغاز شد. این مسابقات در ۲۰ بهمن ماه ۱۳۹۶ با قهرمانی تأسیسات دریایی به مربی‌گری زهرا ابراهیمی به پایان رسید. تیم نفت و گاز گچساران به عنوان تیم اخلاق این رقابت‌ها معرفی شد. صونا بیداد از باشگاه نفت و گاز گچساران با ۹۷ گل زده در صدر گلزنان این مسابقات جای گرفت و عنوان خانم گل سیزدهمین لیگ برتر را بدست آورد. مریم یوسفی از باشگاه تأسیسات دریایی تهران با ۹۲ گل زده و شقایق باپیری نیز با ۷۸ گل زده از تیم شهید چمران لارستان به ترتیب در جایگاه دوم و سوم قرار گرفتند.

## رده‌بندی پایانی
| رتبه | تیم                 | امتیاز | صعود و سقوط |
| ---- | ------------------- | ------ | ----------- |
| ۱    | تأسیسات دریایی      | ۲۱     |             |
| ۲    | نفت و گاز گچساران   | ۲۰     |             |
| ۳    | لارستان             | ۱۹     |             |
| ۴    | شهرداری شاهین شهر   | ۱۰     |             |
| ۵    | هیئت هندبال اصفهان  | ۸      |             |
| ۶    | هیئت هندبال کردستان | ۴      |             |
| ۷    | بهمن بهبهان         | ۲      |             |

## اعضای تیم‌های برتر
اعضای تیم قهرمان تأسیسات دریایی عبارتند از: مینا وطن پرست، الناز رمضان پور، مهین وطن پرست، راضیه سهرابی، مهسا یزدانی، زهرا یوسفی، نرگس شیخی، مریم یوسفی، شادی تاج بخش، نیوشا مراد‌بخش، مهدیه جعفری، شقایق ظفری، شقایق تاج بخش، زهرا عبدلی، هانیه لک، گلاره کیان بخت، ناهید رضایی، معصومه راد، فاطمه مرادی، فائقه میبدی، آیسان دشتی، سپیده میرزا محمدی، سعیده قدرتی. مربی: زهرا ابراهیمی
اعضای تیم نایب قهرمان نفت و گاز گچساران عبارتند از: صونا بیداد، طاهره درخشان، نسرین رستمی، پریسا علی‌پور، مژده کاراوند، ستاره رحمانیان، طاهره محمد قاسمی، فاطمه خلیلی، هانیه کرمی، راضیه جانباز، الناز قاسمی، بهار ایزد گشب، شیدا کرمی، هاجر عباسی، مریم کاظمی، سحر مشایخ، مهرنوش شش بلوکی. مربی: اعظم صمیمی
از اعضای تیم سوم لارستان می‌توان از شیدا فلاحی، ساناز رجبی، شقایق باپیری، مژگان قهرمانی و سیران احمدی نام برد. مربی: نشمین شافعیان